# Cerkiew św. Bazylego Wielkiego w Krajnym Čiernie
Cerkiew św. Bazylego Wielkiego w Krajnym Čiernie – drewniana greckokatolicka cerkiew filialna zbudowana w 1730 w Krajnym Čiernie.
Należy do parafii Ladomirová, dekanatu Svidník w archieparchii preszowskiej Kościoła katolickiego obrządku bizantyjsko-słowackiego.

## Historia
Cerkiew wzniesiona w 1730. Uszkodzona w trakcie działań wojennych w 1944. Remontowana w 1929 oraz w latach 1947–48. W latach 2000–05 wymieniono poszycie gontowe i przeprowadzono konserwację ruchomych elementów wyposażenia.

## Architektura i wyposażenie
Jest to budowla drewniana konstrukcji zrębowej, orientowana, dwudzielna. Nawa na rzucie wydłużonego prostokąta, z wyodrębnionym wewnętrznie babińcem. Prezbiterium mniejsze od nawy, zamknięte prostokątnie. Na zrębie babińca posadowiona niska wieża słupowo-ramowa o prostych ścianach przykryta namiotowym hełmem. Nad nawą kopuła namiotowa łamana nad prezbiterium namiotowa. Kopuły zwieńczone niewielkimi wieżyczkami.
Wewnątrz stropy: w nawie i w prezbiterium kopuły namiotowe, w babińcu strop płaski. W prezbiterium barokowy ołtarz główny z ikoną zdjęcia z krzyża z końca XVIII w. W nawie ikonostas barokowy z XVIII w.

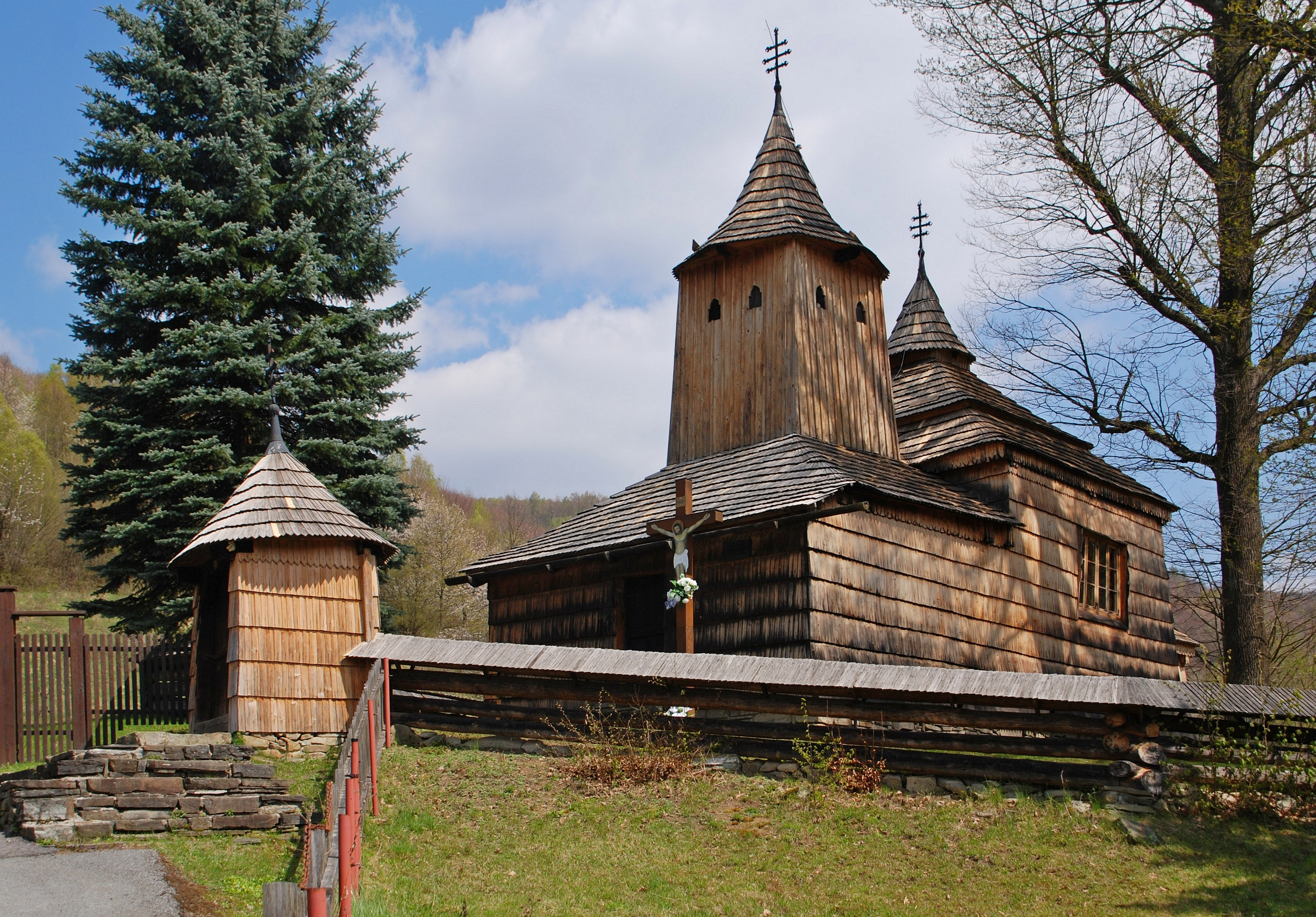
Elewacja frontowa
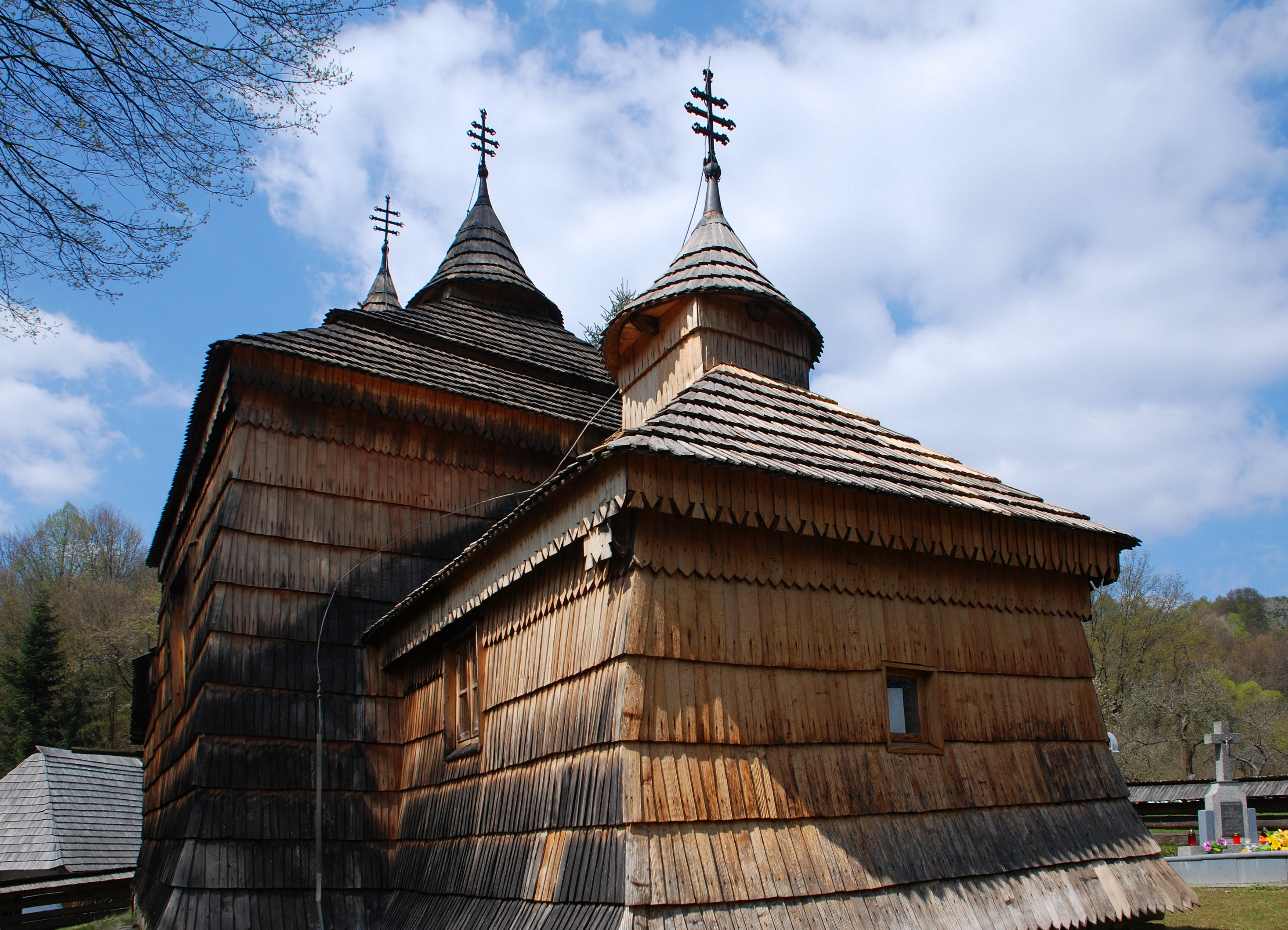
Widok od strony prezbiterium
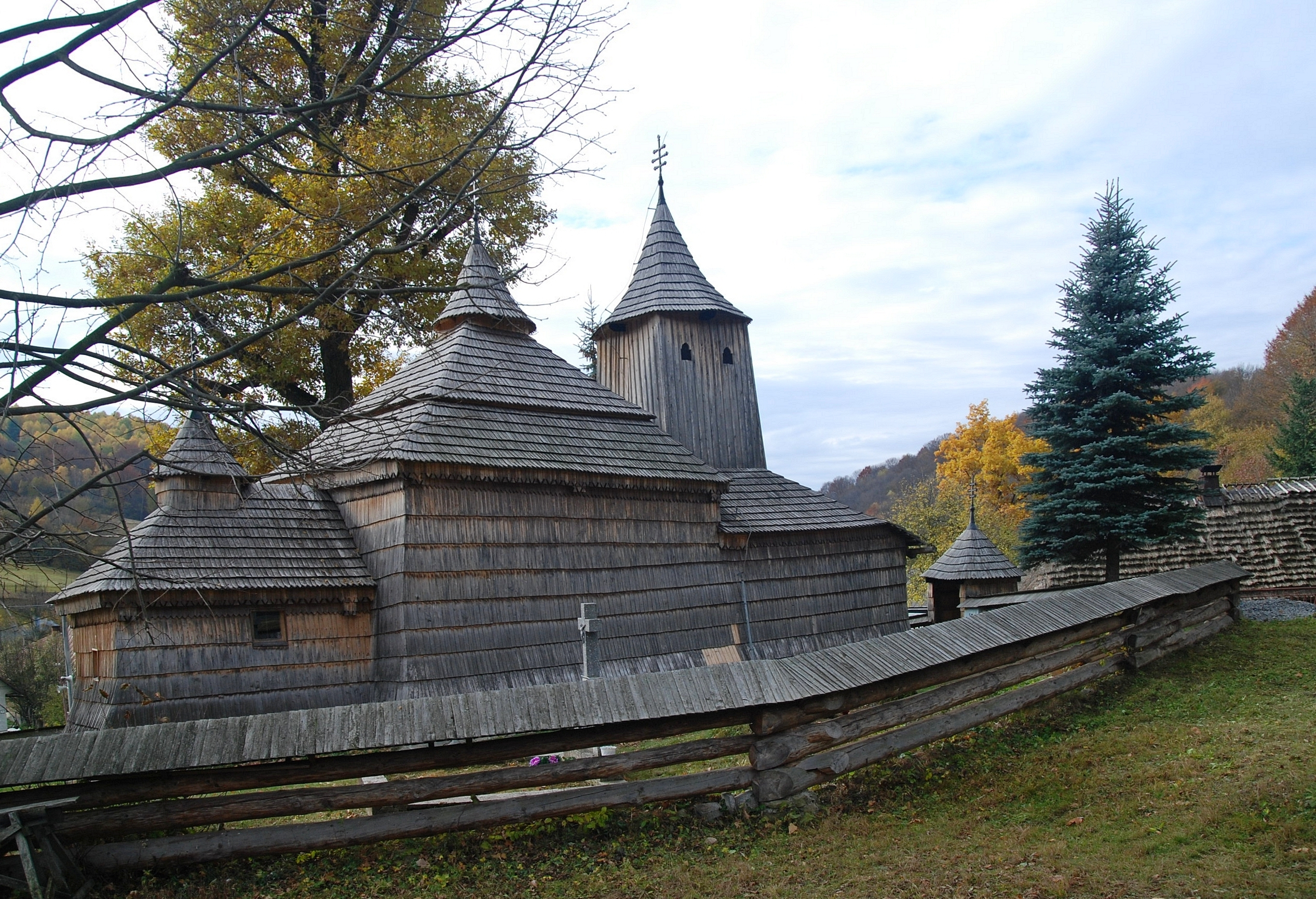
Widok od strony północnej

## Otoczenie
Świątynię otacza ogrodzenie drewniane z gontowym daszkiem i bramką ze stożkowym dachem.